# Даваје
Даваје (фр. Davayé) је насеље и општина у источном делу централне Француске у региону Бургоња, у департману Саона и Лоара која припада префектури Макон.
По подацима из 2011. године у општини је живело 678 становника, а густина насељености је износила 162,59 становника/km². Општина се простире на површини од 4,17 km². Налази се на средњој надморској висини од 199 метара (максималној 325 m, а минималној 185 m).

## Демографија
| 1962. | 1968. | 1975. | 1982. | 1990. | 1999. | 2011. |
| ----- | ----- | ----- | ----- | ----- | ----- | ----- |
| 427   | 466   | 527   | 610   | 630   | 617   | 678   |

График промене броја становника у току последњих година